# Манифестације у Србији
Манифестације у Србији представљају широк спектар јавних догађаја и окупљања који имају за циљ промоцију, обележавање или прослављање различитих аспеката културног, уметничког, спортског, привредног, традиционалног или друштвеног живота. Оне су важан део друштвене динамике, доприносећи културној размени, туристичкој понуди, економском развоју и јачању локалних и националног идентитета.

## Дефиниција и врсте манифестација
Манифестација (од лат. manifestatio – објава, очитовање) у општем смислу означава јавно приказивање, изражавање или представљање нечега. У контексту друштвеног живота, манифестације су организовани догађаји који могу имати различите циљеве и облике.
У Србији се одржава велики број манифестација које се могу грубо поделити на:
- Фестивали: Догађаји посвећени одређеним уметничким областима (музика, филм, позориште, књижевност), традицији (фолклор) или специфичним темама. Детаљније информације налазе се у чланку Фестивали у Србији.
- Сајмови: Привредне манифестације где се излажу и промовишу производи и услуге из различитих индустрија (нпр. Сајам књига, Пољопривредни сајам, Сајам туризма). Детаљније информације налазе се у чланку Сајмови у Србији.
- Државни и верски празници и прославе: Обележавање значајних датума из националне историје и верског календара, често праћено јавним скуповима, церемонијама и културним програмима (нпр. Дан државности Србије, Нова година, Божић, Ускрс).
- Комеморативне манифестације: Догађаји којима се обележавају годишњице важних историјских догађаја или се одаје почаст знаменитим личностима (нпр. обележавање битака, годишњице устанака, комеморације жртвама).
- Спортске манифестације: Велика спортска такмичења, турнири или рекреативни догађаји који могу имати и шири друштвени и културни значај (нпр. Београдски маратон, велике међународне утакмице).
- Традиционалне локалне манифестације и народни сабори: Догађаји дубоко укорењени у локалној традицији, често везани за сеоске обичаје, специфичне производе или занатство (нпр. вашари, Косидба на Рајцу, Чобански дани у Косјерићу, разне локалне "ијаде" попут виноградарских, воћарских, гастрономских смотри).[3]
- Гастрономске манифестације: Специјализовани догађаји посвећени промоцији хране, пића и гастрономске традиције одређеног краја. Многе од њих имају карактер фестивала (попут Роштиљијаде или Купусијаде), док су друге мањег обима и локалног карактера.
- Градске славе и дани градова: Прославе посвећене заштитницима градова или значајним датумима из историје локалних заједница, често праћене културно-уметничким програмима.

## Примери значајних манифестација (изван фестивала и сајмова)
Поред бројних фестивала и сајмова који имају своје посебне чланке, у Србији се одржавају и друге манифестације од ширег значаја:
- Улица отвореног срца (Београд): Традиционална првојануарска манифестација хуманитарног карактера, са богатим програмом за децу и одрасле у центру Београда.[4]
- Ноћ музеја: Манифестација током које музеји и друге културне институције отварају своја врата посетиоцима у вечерњим и ноћним сатима, уз посебне програме.
- Дани европске баштине: Манифестација која се одржава широм Европе, са циљем промоције културног наслеђа, уз организовање изложби, предавања, радионица и отварања за јавност споменика културе који су иначе мање доступни.[5]
- Државне церемоније и обележавања годишњица: Комеморације значајних историјских догађаја (нпр. Церске, Колубарске битке, пробоја Сремског фронта), полагање венаца, војне параде.
- Локалне туристичко-привредне манифестације: Бројне манифестације посвећене локалним производима, занатима или специфичностима краја (нпр. "Дани шљива", "Дани малине", "Дани вина", разне риболовачке или ловачке смотре).

## Значај манифестација
Манифестације у Србији имају вишеструк значај:
- Културни: Доприносе очувању и промоцији културног наслеђа (материјалног и нематеријалног), подстичу савремено стваралаштво и културну размену.
- Друштвени: Јачају друштвену кохезију, подстичу волонтеризам, партиципацију грађана у друштвеном животу и осећај припадности локалној и широј заједници.
- Туристички: Представљају важан део туристичке понуде, привлачећи домаће и стране посетиоце и доприносећи развоју појединих дестинација.
- Економски: Имају позитиван утицај на локалну економију кроз повећање промета, запошљавање и развој пратећих услуга (смештај, угоститељство, трговина).
- Идентитетски: Доприносе изградњи и јачању локалног, регионалног и националног идентитета.